# Restormel Castle

Restormel Castle (kornisk: Kastel Rostorrmel) er en middelalderfæstning ved floden Fowey ved Lostwithiel i Cornwall, England. Det er en af de fire største normanniske borge i Cornwall, hvoraf de andre er Launceston, Tintagel og Trematon. Fæstningen er berømt for sin cirkulære grundplan. Selv om den har været et luksuriøst hjem for jarlen af Cornwall blev den ruin i 1500-tallet. Den blev beboet for en kort periode og brugt i kamp under den engelske borgerkrig, men blev forladt.
I dag bliver den drevet af English Heritage og er åben for offentligheden.